# Moment of Glory (album)
Moment of Glory er et album fra Scorpions udgivet i 2000. På dette album har bandet slået sig sammen med orkestret Berliner Philharmoniker og lavet nye versioner af bandets mest populære numre.
1. Hurricane 2000
2. Moment of Glory
3. Send Me An Angel
4. Wind of Change
5. Crossfire (Instrumental)
6. Deadly Sting Suite (Instrumental)
7. Here In My Heart
8. Still Loving You
9. Big City Nights
10. Lady Starlight